# Secundaria de Santa María (Peshawar)
La Secundaria de Santa María es una institución educativa en Peshawar, Khyber Pakhtunkhwa, Pakistán. Santa María está dirigido por la Junta Diocesana de Educación de la Diócesis de Islamabad-Rawalpindi. El obispo Anthony Lobo es el presidente de la Junta. En la actualidad, la escuela es administrada por los Hermanos Maristas, que se hicieron cargo de su administración en 1970. Las clases de Santa María van desde preparatoria a la clase 10 (Certificado de la Escuela Secundaria de la Junta de Intermedia y Secundaria, Peshawar). El medio de instrucción es el Inglés.